# Racomitrium flettii
Racomitrium flettii là một loài Rêu trong họ Grimmiaceae. Loài này được Holz. mô tả khoa học đầu tiên năm 1904.